# 고바빌로니아 제국
고바빌로니아 제국, 또는 바빌로니아 제1제국은 셈족 계통의 아모리인들이 바빌론이라는 도시를 중심으로 건설한 제국으로, 바빌로니아의 첫번째 왕조이다. 수도인 바빌론은 기원전 23세기경 아카드 제국의 사르곤(Sargon) 왕의 지배에 대한 점토판에서 처음으로 언급된다. 바빌로니아는 수메르인과 아카드인들로 구성된 제국이었다. 경작이 용이하고, 상업적, 전략적으로 중요한 지형이어서 이민족의 침입을 많이 받았는데 이로 인해 메소포타미아 지역 국가들 중에서 정복활동을 가장 적극적으로 하였다. 공식적인 국명은 바빌로니아였다.

## 역사
기원전 20세기, 우르 제3 왕조에 의한 수메르의 부흥 직후에, 유프라테스강 서쪽(오늘날의 이란지역)으로부터 셈어족의 아모리인이 메소포타미아 지역으로 이주하였다.
이후 약 100년간은 메소포타미아 지방은 분열된 상태였고, 이신(Isin)이 가장 강력한 도시였으나, 아모리인의 도시인 바빌론을 중심으로 주변 국가들을 정복하기 시작하면서 바빌로니아 제국을 이루게 된다. 바빌로니아 제국이 형성된 기원전 1895년부터 기원전 1595년까지 약 300년간을 고대 바빌로니아로 분류한다.
바빌로니아인들은 시리아와 가나안 등지의 여러 서부 도시들과 정기적인 무역을 하였고, 바빌로니아에도 무역을 위한 아모리인의 이주지가 건설되었다.
도시 바빌론은 여섯 번째 통치자였던 함무라비왕 때에 메소포타미아 지역의 패권을 장악하였다. 그는 유능한 지도자로서, 법전을 편찬하여 지역을 안정적으로 통치하였다.
바빌로니아인들은 왕을 신 마르둑(Marduk)의 대행자로 믿었고, 바빌론은 "신성한 도시"로서, 모든 왕은 그곳에서 왕권을 인정받아야 한다고 믿었다.
왕권을 강화하기 위해 관료 제도와, 세금 제도, 중앙 정부 체제가 갖추어졌다.
바빌로니아가 일어난 뒤로 대대적인 문예 부흥이 일어났다. 이 첫 번째 바빌론 왕조의 가장 큰 업적은
법전의 편찬이다. 엘람인을 추방하고 왕국이 정착한 뒤 함무라비의 지시로 만들어진 이 법전은 함무라비 법전(Code of Hammurabi)으로 불린다. 함무라비 법전의 사본이 수사(Susa)에서 1901년에 발견되었으며 현재는 루브르에 소장되어 있다.
바빌로니아의 잘 훈련된 군대는 기원전 18세기에 이신, 엘람, 우루크 등의 도시국가와 강력한 마리 왕국을 무너뜨렸다. 바빌론의 지배는 지중해까지 미쳤다.

## 같이 보기
- 바빌로니아
- 신바빌로니아 제국

### 설명주
1. ↑  
 · 아카드어: 𒆍𒀭𒊏𒆠 바빌림
 · 페니키아어: 𐤁𐤁𐤋 바벨
 · 아람어: 𐡁𐡁𐡋 바벨